# Bernadette Chirac
Pour les articles homonymes, voir Bernadette, Famille Chodron de Courcel et Chirac.
Bernadette Chirac, née Chodron de Courcel le 18 mai 1933 dans le 16e arrondissement de Paris, est une femme politique française. Elle est l'épouse de Jacques Chirac, président de la République française du 17 mai 1995 au 16 mai 2007.
En tant que conseillère générale de la Corrèze et adjointe au maire de Sarran, elle est une des rares épouses de président de la République française à avoir exercé un mandat électif.
De 1994 à 2019, elle est présidente de la Fondation Hôpitaux de Paris-Hôpitaux de France, qui organise chaque année l'opération pièces jaunes. De 2007 à 2019, elle est également présidente de la fondation Claude-Pompidou.

## Biographie

### Jeunesse

#### Origines familiales
Née le 18 mai 1933 dans le 16e arrondissement de Paris, Bernadette Thérèse Marie Chodron de Courcel est la fille de Jean-Louis Chodron de Courcel (4 août 1907-12 avril 1985), directeur commercial des manufactures « Jean-Félix Bapterosses et Cie », et de Marguerite de Brondeau d'Urtières (20 août 1910-20 octobre 2000). Elle est la sœur aînée de Catherine (1946) et Jérôme (1948).
La famille Chodron, devenue Chodron de Courcel, est une famille bourgeoise originaire des Trois-Évêchés. Elle a donné des militaires, des orfèvres, des notaires, des diplomates (Geoffroy Chodron de Courcel) et des industriels. Deux branches de la famille, par suite d'alliances, font partie des héritiers des manufactures de Gien et de Briare, dans le Loiret, fabriquant, respectivement, les faïences de Gien et les émaux de Briare.
En 1852, un décret de Napoléon III permet à Louis-Jules Chodron (1804-1870), secrétaire de légation, et à ses enfants d'adjoindre à leur nom celui de « Courcel », devenu plus tard « de Courcel » (par un décret de 1866). Louis-Jules avait épousé Henriette Boulay de la Meurthe (1809-1884), fille d'Antoine Jacques Claude Joseph Boulay de la Meurthe. Ils furent les parents d'Alphonse Chodron de Courcel (1835-1919), diplomate, créé baron héréditaire, par lettres patentes du 6 mars 1867 de l'empereur Napoléon III, et de Georges (1840-1904), lieutenant de vaisseau, arrière-grand-père de Bernadette Chirac.
Bernadette Chodron de Courcel est donc apparentée par son père à l'industriel Xavier Chodron de Courcel (son oncle, président-directeur général des Manufactures de Jean-Félix Bapterosses), au diplomate Geoffroy Chodron de Courcel (petit-fils du baron Alphonse Chodron de Courcel) et aide de camp du général de Gaulle, ainsi qu'à son cousin Georges Chodron de Courcel (directeur général délégué de BNP Paribas. Sa tante Geneviève Chodron de Courcel épousa, quant à elle, Bernard de Lasteyrie, fils de l'ancien ministre des Finances de Raymond Poincaré, Charles de Lasteyrie.
Il s'agit d'une famille catholique pratiquante : un de ses oncles, Vincent Chodron de Courcel, est prêtre ; sa tante Anne-Marie Chodron de Courcel, chanoinesse régulière de Saint-Augustin.
Par sa mère, Bernadette Chirac est l'une des nombreuses descendantes de Samuel Bernard, banquier du roi Louis XIV.

#### Éducation
Bernadette Chodron de Courcel reçoit une éducation stricte et sévère de sa mère. Son père, militaire de carrière, est un homme extrêmement cultivé, passionné d'histoire et de géographie, diplômé de l'université de Cambridge. Mobilisé en 1939, il est fait prisonnier en Allemagne durant la Seconde Guerre mondiale, jusqu'en 1944. Après la débâcle de juin 1940, sa mère et elle fuient Paris pour se réfugier auprès de sa grand-mère, Odette de Brondeau d'Urtières, au château de Coudène, en Lot-et-Garonne. Elle est alors inscrite à l'école privée Sainte-Marthe d'Agen. De 1942 à 1945, après l'occupation de la zone libre, elles se réfugient auprès d'une tante, sœur aînée et marraine de sa mère, dans le château de Marcault, propriété à Poilly-lez-Gien, à trois kilomètres de Gien, dans le Loiret.
Bernadette Chodron de Courcel est inscrite en demi-pensionnat dans l'établissement catholique pour filles Sainte-Marie-des-Fleurs-et-des-Fruits de Gien (aujourd'hui lycée Saint-François-de-Sales). Les vacances d’été se déroulent à Arthel, dans la Nièvre chez les grands-parents maternels de Bernadette Chodron de Courcel, où ont lieu aussi de grandes réunions de famille.
Son père revenu en 1945, la famille s'installe dans le 6e arrondissement de Paris, rue de l'Abbé-Grégoire. Après avoir été élève chez les sœurs dominicaines au Cours Maupré (aujourd'hui lycée Paul Claudel-d'Hulst), elle finit sa scolarité jusqu'au baccalauréat à l'École normale catholique, dans le 15e arrondissement, où elle a notamment pour condisciple la future comédienne Sylvie Joly.
En 1950, elle est reçue à l'examen d'entrée de l’Institut d'études politiques de Paris (« Sciences Po »), qu'elle intègre en octobre 1951 et où elle rencontre son futur époux Jacques Chirac, auquel elle prête une aide constante : le journaliste Michel Feltin-Palas indique qu’elle « lui rédige des fiches de lecture, prend des notes quand il est absent, les lui dépose à son domicile ». Elle interrompt néanmoins ses études sans en être diplômée. Les fiançailles ont lieu en octobre 1953, Bernadette Chodron de Courcel ayant réussi à imposer Jacques Chirac à sa famille réticente qui voit en lui un homme sans fortune, sans foi religieuse et d'un orgueil excessif. Plus tard, une fois la carrière ministérielle de son mari lancée, elle entame contre la volonté de ce dernier, à partir de 1972, une licence puis une maîtrise en archéologie à l'université Paris 1 Panthéon-Sorbonne, et travaille sur certains chantiers de fouilles à Vaison-la-Romaine.

### Mariage et famille

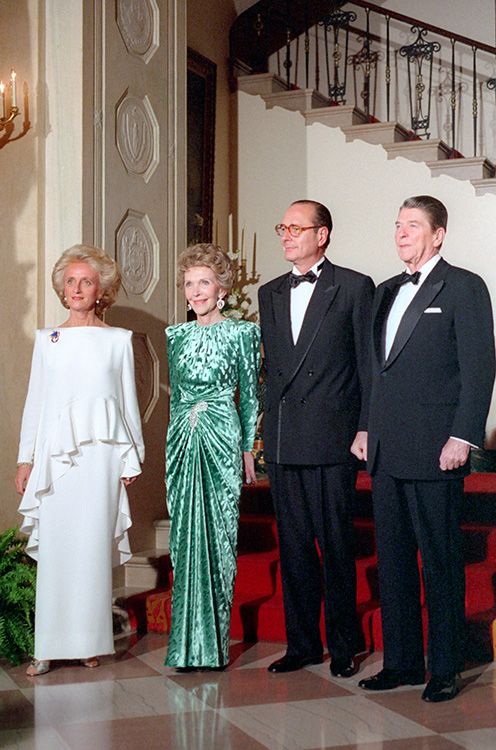
Bernadette et Jacques Chirac avec Ronald et Nancy Reagan (Maison-Blanche, 31 mars 1987).

Bernadette Chodron de Courcel et Jacques Chirac se rencontrent en 1951, tous deux étudiants en première année à l'IEP de Paris et dans la même conférence de méthode.
Le mariage a lieu le 16 mars 1956,. Bernadette Chirac déclare en 2015 que « ce n'était pas qu'un mariage d'amour mais un mariage d'ambition ».
Ensemble, ils ont deux filles : Laurence, née le 4 mars 1958 et morte le 14 avril 2016 ; Claude, née le 6 décembre 1962, deviendra la conseillère en communication de son père.
Bernadette et Jacques Chirac ont un seul petit-fils, Martin Chirac, fils unique de Claude et du judoka Thierry Rey, et né le 22 mars 1996.
Laurence, à partir de ses 15 ans, est frappée d'anorexie mentale, une grave méningite ayant détruit l'hypophyse. Lors de l'inauguration de la Maison de Solenn, en décembre 2004, Bernadette Chirac s'exprime sur ce sujet : ce qui l'a poussée à s'investir pour améliorer les conditions d'hospitalisation et d'accompagnement des enfants et adolescents, c'est que Laurence, âgée alors de plus de cinquante ans, n'est toujours pas guérie et a plusieurs fois tenté de se suicider ; elle s'est notamment blessée gravement en 1990 en se jetant du quatrième étage d'un immeuble parisien, rue du Père-Corentin, alors que ses parents étaient en vacances en Thaïlande,,. Elle meurt en 2016.
De 1974 à 1976, Bernadette Chirac souffre en silence de la liaison de son mari avec la journaliste du Figaro Jacqueline Chabridon. Jacques Chirac, alors Premier ministre, songe à divorcer ; ses conseillers Marie-France Garaud et Pierre Juillet le convainquent en 1976 de renoncer à se séparer de son épouse, les Français ne pouvant pas, selon eux, élire un candidat divorcé à la présidence de la République.
Elle et son époux ont « adopté de cœur », en 1979, une jeune boat-people vietnamienne aperçue en larmes à l'aéroport de Paris-Charles-de-Gaulle, Anh Đào Traxel. Sans l'adopter, le couple Chirac l'héberge pendant deux ans, lui apprend le français et finance ses études. Anh Đào Traxel revient sur cette période dans son autobiographie parue en 2006 sous le titre de La Fille de cœur. Elle y fait l'éloge de ceux qu'elle appelle « Maman » et « Papa » et en l'honneur desquels elle a prénommé son fils aîné « Bernard-Jacques ». En 2014, elle publie une seconde autobiographie plus critique, Chirac, une famille pas ordinaire.

### Parcours en politique
Avec Anne-Aymone Giscard d'Estaing, conseillère municipale de Chanonat (Puy-de-Dôme), Bernadette Chirac est une des épouses d'un président de la République française à avoir exercé des mandats électifs. Très active, comme d'autres premières dames, dans le domaine associatif, elle a également un rôle politique. Le couple Chirac a ainsi souvent été comparé à un duo, chacun aidant l'autre pour progresser en politique, à l'instar de Bill et Hillary Clinton. En effet, elle va jusqu'à prendre des cours de dactylographie pour taper à son mari des fiches de révision avant le concours de l'ENA. C'est une réussite : en 1962, Jacques Chirac entame sa carrière politique, le Premier ministre Georges Pompidou le nommant chargé de mission dans son cabinet. Mais attiré par la politique sur le terrain, ce dernier l'envoie se présenter à la députation de Corrèze. Si dans un premier temps, son épouse refuse de s'impliquer, elle cède en 1971, en faisant son entrée en politique afin d'assurer l'ancrage local de son mari.

#### Mandats électoraux en Corrèze

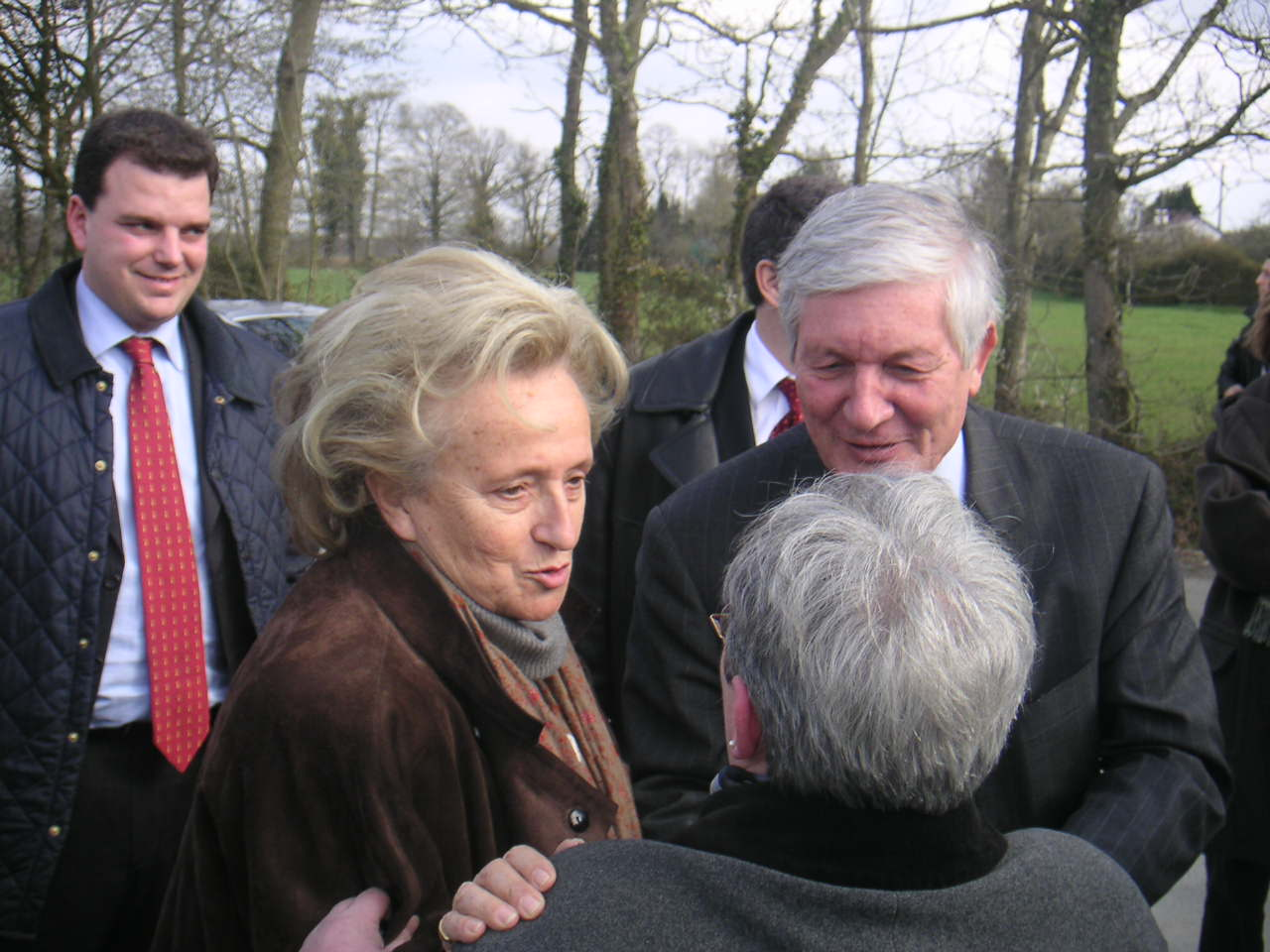
Bernadette Chirac aux côtés du sénateur Josselin de Rohan (2005).

Bernadette Chirac est élue pour la première fois en 1971, au conseil municipal de la petite commune corrézienne de Sarran, où se trouve le château de Bity que le couple Chirac a acheté en 1969. Elle devient à partir de 1977 deuxième adjointe au maire et est sans cesse réélue jusqu'à 2020, après une ultime réélection lors du scrutin de 2014.
Le 25 mars 1979, elle est élue conseillère générale de la Corrèze pour le canton de Corrèze, qui comprend notamment Sarran. Elle est alors la première femme à siéger au sein de cette assemblée départementale, et est réélue sans discontinuer depuis à chaque scrutin cantonal, au second tour le 17 mars 1985 puis au premier tour le 22 mars 1992, le 15 mars 1998, le 21 mars 2004 et le 20 mars 2011. Mais cette dernière élection est invalidée par le tribunal administratif,. Son mandat se termine le 23 juillet 2011 et une élection partielle est organisée en septembre. Elle est réélue au premier tour avec 60,8 % des suffrages.
En tant qu'épouse de président, elle se sert de son assise nationale pour défendre des projets de développement et de désenclavement de la Corrèze, comme le projet de LGV Poitiers-Limoges, ou encore en intervenant directement auprès de la ministre de la Justice Rachida Dati, pour lui demander de « reconsidérer sa position » sur la suppression du tribunal de grande instance (TGI) de Tulle, prévue par la réforme de la carte judiciaire. D'un autre côté, ses mandats locaux lui ont permis de jouer le rôle d'interface entre son époux et le terrain, et lui ont donné une stature de personnalité de première importance dans le département, l'ancien sénateur-maire chiraquien de Brive-la-Gaillarde, Bernard Murat, parlant d'elle comme du « meilleur homme politique de la Corrèze ». Elle a ainsi toujours mené personnellement, sans intervention de son mari, les campagnes cantonales corréziennes.
Lors des élections départementales de 2015, elle est candidate suppléante de Lilith Pittman dans le canton de Brive-la-Gaillarde-2, après avoir en vain espéré que l'ancien canton qu'elle représentait ne disparaisse pas à l'issue du redécoupage cantonal mené par François Hollande. Le binôme Francis Colasson-Lilith Pittman est largement élu.

#### Responsabilités associatives et caritatives
Bernadette Chirac commence à s'occuper d'œuvres de bienfaisance à Paris, lorsque son mari en devient maire : elle prend alors la présidence de l'Association pour la promotion des Arts de la ville. Mais ce n'est véritablement qu'à partir des années 1990 que son action associative se développe, surtout dans le domaine des aides aux enfants et aux jeunes malades ou menacés.

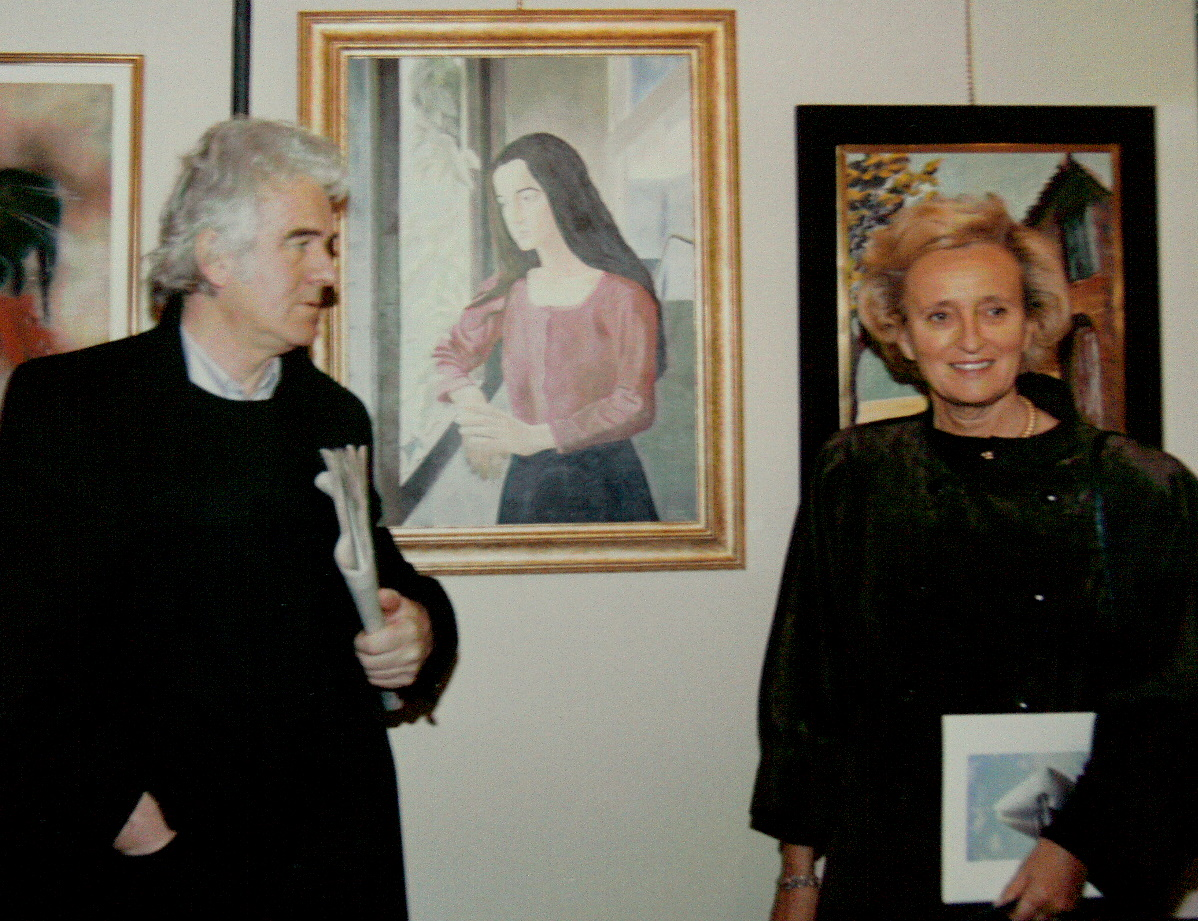
Bernadette Chirac en compagnie du peintre Reginald Gray (1987).

Elle fonde ainsi en 1990, au lendemain de la chute du rideau de fer, l'association Le Pont Neuf, destinée à favoriser les échanges entre les jeunes des pays de l'Est et les jeunes Français (cette association a été dissoute le 31 décembre 2009 après presque vingt ans d'existence). L'année suivante, elle prend la présidence du nouveau Festival international de la danse de la Ville de Paris.
Mais c'est surtout à partir de 1994, lorsqu'elle devient présidente de la Fondation Hôpitaux de Paris-Hôpitaux de France, qu'elle gagne une réelle notoriété. Elle reprend le flambeau de l'opération Pièces Jaunes, destinée à financer des aménagements hospitaliers au profit des enfants hospitalisés, lancée en 1990, et assure la médiatisation de cet évènement pour en faire une manifestation annuelle populaire, par le biais du TGV pièces jaunes qui fait le tour de France et de parrains célèbres et appréciés comme le judoka champion olympique David Douillet ou la chanteuse Lorie. Cette fondation assure le financement, la construction et l'équipement de Maisons de parents et de Maisons des adolescents pour des jeunes atteints de névroses, maladies de la nutrition ou dépression nerveuse.
Bernadette Chirac est également membre du comité honoraire du Centre international pour enfants disparus et sexuellement exploités (ICMEC). À la demande de la reine Paola des Belges, elle organise le 17 janvier 2007 une réunion de travail au palais de l'Élysée, qui se situe dans le prolongement de la réunion organisée en novembre 2004 au Palais royal de Bruxelles. Les reines Silvia de Suède et Paola de Belgique ainsi que les Premières dames des États-Unis Laura Bush, de Russie Lioudmila Poutina et d'Égypte Suzanne Moubarak, l'épouse du président de la Commission européenne Maria Margarita Souza Uva Barroso, le prix Nobel de la paix 1986 Elie Wiesel et la commissaire européenne Viviane Reding sont présents à cette réunion. Après les discours dénonçant la pédophilie et la pédopornographie sur internet, Bernadette Chirac annonce la création d'un numéro de téléphone unique pour les enfants disparus dans toute l'Union européenne, le 116000.
Après la mort de Claude Pompidou, dont elle était une amie, Bernadette Chirac devient en septembre 2007 la nouvelle présidente de la fondation Claude-Pompidou, qui a pour but de venir en aide aux personnes âgées, aux malades hospitalisés ainsi qu'aux enfants handicapés.
Bernadette Chirac est également présidente du comité d'honneur de l'Observatoire du patrimoine religieux (OPR), une association multiconfessionnelle qui œuvre à la préservation et au rayonnement du patrimoine cultuel français,.

#### Épouse du président de la République française

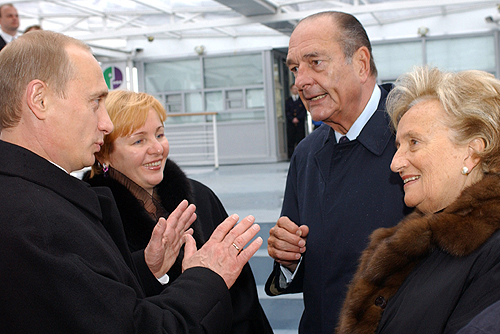
Bernadette et Jacques Chirac avec le président russe, Vladimir Poutine (Saint-Pétersbourg, 2003).

Le 17 mai 1995, Bernadette Chirac assiste à l'investiture de son époux à la présidence de la République, qui a lieu au palais de l'Élysée. Dès lors, la nouvelle « Première dame » de France tient à se conduire en véritable maîtresse de maison à l'Élysée et semble la première épouse d'un président à s'y plaire, ou tout du moins à ne pas être trop affectée du rythme mondain et protocolaire du palais : elle insiste notamment pour accompagner le plus possible son époux dans ses déplacements officiels, considérant « comme [s]on principal objectif de faire honneur aux Français ». Au cours d'un déplacement à Abbeville, elle tient ainsi à témoigner sa sympathie aux Français éprouvés par les graves inondations de la Somme en 2001. Au-delà de son image « vieille France » que véhicule l'émission satirique Les Guignols de l'info, elle reste une femme politique et à ce titre, elle fait campagne en 1998 et 2004, conservant son mandat de conseillère générale. Elle effectue chaque année une petite tournée en province, ce qui l'aurait notamment conduite à évoquer à son mari la possibilité de voir arriver Jean-Marie Le Pen au second tour de l'élection présidentielle de 2002.

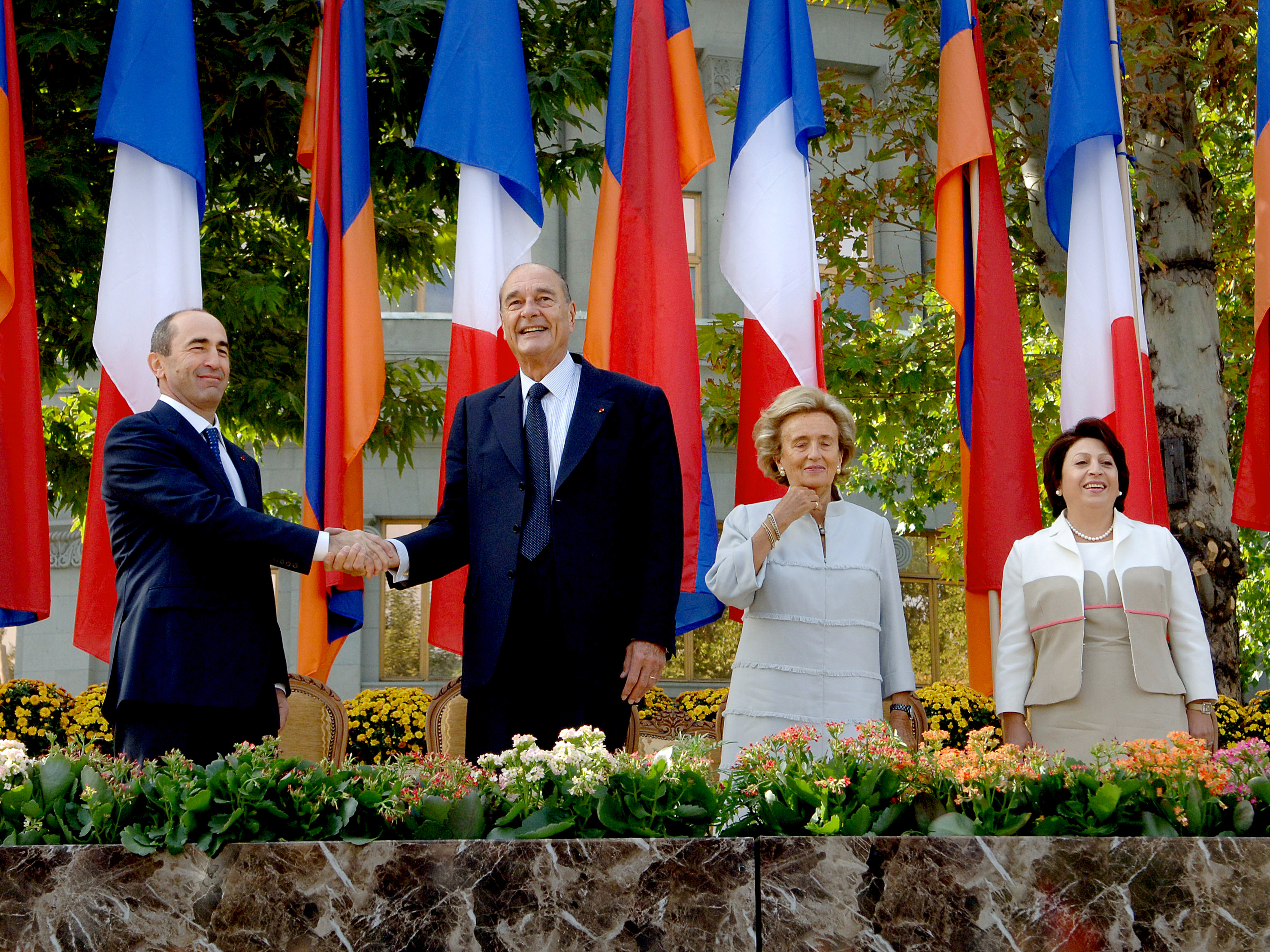
Bernadette et Jacques Chirac avec le président arménien, Robert Kotcharian (Erevan, 30 septembre 2006).

Elle tient également à donner son avis, et entre parfois en lutte d'influence avec les conseillers de son mari : elle s'oppose ainsi à l'appel de Cochin rédigé par Pierre Juillet et Marie-France Garaud, alors éminences grises de Jacques Chirac, en 1978, puis à la dissolution de l'Assemblée nationale de 1997 conseillée par le secrétaire général de l'Élysée, Dominique de Villepin. Mais ce n'est qu'à partir de la cohabitation avec le gouvernement socialiste de Lionel Jospin qu'elle commence à acquérir un réel poids politique au sein de la droite et une réelle influence auprès de son mari : présente sur le terrain, appréciée dans l'opinion publique (notamment grâce à l'opération Pièces Jaunes) mais surtout auprès des élus locaux ou nationaux de droite, elle devient un des atouts de son mari lors de sa campagne de réélection en 2002. Preuve de sa popularité, son livre Conversation avec Patrick de Carolis, sorti à la veille de la campagne en 2001, se vend à plus de 300 000 exemplaires.

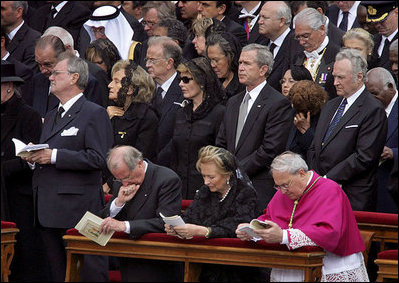
Bernadette Chirac (deuxième en partant de la gauche au second rang), entre son époux et la Première dame américaine, Laura Bush, et derrière le roi et la reine des Belges, Albert II et Paola, lors de la messe de funérailles du pape Jean-Paul II, en 2005.

À la suite d'une plainte avec constitution de partie civile de l'ancien maire de Paris Bertrand Delanoë (PS), Bernadette Chirac est sous le coup d'une enquête judiciaire pour l'affaire dite des « frais de bouche ». Cette enquête, qui montre notamment des dépenses alimentaires de 600 euros par jour en moyenne (4 000 francs) pendant huit ans dans le logement de fonction des Chirac à la Mairie de Paris, est conduite par le procureur Philippe Courroye et se solde par un non-lieu en 2003.
Elle est l'un des artisans de l'union de la droite, future UMP, aux côtés de Jean-Pierre Raffarin dont elle soutient la nomination comme Premier ministre, mais aussi milite pour la réconciliation entre les chiraquiens et Nicolas Sarkozy. Elle soutient ensuite activement ce dernier en tentant de faire le lien entre la politique menée par son époux et celle mise en œuvre par son successeur. Dès la campagne des régionales de 2004, elle lui confie, lors d'un meeting, « Heureusement qu'on vous a ». Plus tard, lors de la campagne des élections municipales et cantonales de 2008, elle confirme son soutien à sa politique : « Nicolas Sarkozy est fantastique. Il a été formé à l'école de Jacques Chirac. C'est un excellent orateur. Il a un grand charisme ».
Catholique pratiquante, élue dans un canton rural, elle constitue la caution conservatrice de l’entourage de Jacques Chirac, rassurant la base électorale de celui-ci étant ancrée à droite.

### Après son départ de l’Élysée
Le 15 avril 2010, Bernadette Chirac devient membre du conseil d'administration du groupe LVMH.
Lors de la campagne présidentielle de 2012, elle apporte son soutien à Nicolas Sarkozy en participant notamment à son grand meeting de Villepinte. Lors des élections municipales de 2014 à Paris, elle soutient la candidate UMP, Nathalie Kosciusko-Morizet. Elle se prononce ensuite pour la candidature de Nicolas Sarkozy à l’élection de 2014 à la présidence de l'UMP puis à la primaire de la droite de 2016, contrairement à son époux et à sa fille Claude.
Malade, elle quitte le conseil général de Corrèze en 2015, ne participe plus à l’opération pièces jaunes à partir de 2018 et démissionne du conseil d'administration du groupe LVMH en 2019. La même année, elle cède à Brigitte Macron la présidence de la Fondation Hôpitaux de Paris-Hôpitaux de France, qu’elle occupait depuis vingt-cinq ans.
Son mari meurt le 26 septembre 2019. En son hommage, elle se rend à la cathédrale Saint-Louis-des-Invalides, où aucune image d’elle ne filtre, et n’assiste pas à la messe d’obsèques célébrée à l’église Saint-Sulpice,. Son entourage précise alors que sa santé est très précaire et qu’elle est muette depuis six mois.

## Affaires judiciaires
La Société d'économie mixte parisienne de prestations (Sempap), chargée d'imprimer les documents municipaux jusqu'en 1996, a été soupçonnée d'avoir financé le RPR ainsi que d'avoir imprimé des documents personnels pour le compte de Bernadette Chirac lorsque le couple était à la mairie de Paris. Ouverte en 1997, l'instruction est fermée en 2009, sans avoir mis en cause les Chirac.
De 1987 à 1995, 2,13 millions d'euros (14 millions de francs) ont été affectés, à l'alimentation et aux réceptions du couple Chirac, selon l'Inspection générale de la ville de Paris. 1,4 million d'euros (9,5 millions de francs) auraient été réglés en liquide. Les achats effectués dans des épiceries de luxe ont servis à l'organisation de réceptions privées du couple Chirac, sans rapport avec celles de la Mairie. Ces achats — financés grâce au budget de la « questure », un poste utilisé sous les mandats de Jacques Chirac et Jean Tiberi — ont représenté plusieurs milliers de francs par jour. Certaines factures, en outre, sont soupçonnées d'avoir été falsifiées. Les inspecteurs chargés de l'enquête n'ont pu travailler que sur des documents parcellaires, les archives de la questure de 1978 à 1993 ayant été détruites en 1999 et 2000 à l'initiative de Roger Romani et de son ex-directeur de cabinet, Roch-Olivier Maistre, devenus quelque temps après conseillers à l'Élysée. L'affaire se termine en 2005 par un non-lieu.
Bernadette Chirac est soupçonnée d'avoir bénéficié, entre juin 1998 et avril 1999, d'au moins cinq vols gracieux offerts par la compagnie Euralair, pour un total de 41 121 euros. L'épouse du président aurait ainsi gagné Brive, le 8 juillet 1998, à bord d'un jet privé de la compagnie, pour assister à la confection de la plus grande omelette aux cèpes du monde, avant d'utiliser un autre appareil de la compagnie deux jours après, à l'occasion du passage du Tour de France dans la région. Le 17 avril 1999, l'épouse du chef de l'État se rend également à Brive dans un Falcon de la compagnie Dassault Service, affrété par Euralair, pour participer à un meeting de soutien à la liste RPR-DL pour les élections européennes. La compagnie aurait également fourni, en 1992, un avion Cessna pour le voyage de noces de sa fille Claude Chirac à Venise, ainsi que pour un voyage de vacances à l'île Maurice destinée à toute la famille Chirac. Ces faits ont fait l'objet d'un non-lieu en 2009.
En 2014, Le Monde révèle que Jérôme Chodron de Courcel, le frère de Bernadette Chirac, bénéficie d’un logement social dans le quartier du Marais depuis 1984, pour un loyer moitié moins cher, environ, que ceux du parc privé. Celui-ci bénéficiait même de deux appartements de la Ville de Paris jusqu’en 2007.

## Décorations

### Décoration française
Officier de la Légion d'honneur, le 13 juillet 2025, (chevalier le 21 mars 2008)

### Décorations étrangères
- Grand-croix de l'ordre de Charles III (Espagne, 2006)[71]
- Grand-croix de l'ordre royal norvégien du Mérite (Norvège, 2000)[72]
- Chevalier de l'ordre du Sourire (Pologne)[73]
- Grand-officier de l'ordre de l'Étoile de Roumanie (Roumanie, 1999)[74]
- Médaille Pouchkine (Russie, 2007)[75]
- Grand-cordon de l'ordre national du Mérite (Tunisie, 2003)

### Ordre religieux
- Grand-croix d'honneur de l'ordre souverain de Malte (Ordre souverain de Malte, 2016)[76]
- Dame grand-croix de l’ordre de Pie IX (Saint-Siège, 10 mai 1996)[77]

## Distinctions et reconnaissances
En 2017, elle accepte que la rue John-Kennedy de Brive (Corrèze) soit rebaptisée rue Jacques-et-Bernadette-Chirac, selon la volonté du maire. Dans la commune de Corrèze, un collège porte le nom de Bernadette Chirac.
Une rose portant le nom de Bernadette Chirac lui a été dédiée en 1979 par André Delbard.
Le 4 octobre 2023 sort au cinéma le film Bernadette, un biopic réalisé par Léa Domenach avec Catherine Deneuve dans le rôle de Bernadette Chirac.

## Pour approfondir

#### Livres d'entretiens
- Bernadette Chirac et Patrick de Carolis, Conversation, Paris, Plon, 2001, 230 p. (ISBN 978-2-259-19512-6)
- John Paul Lepers et Thomas Bauder, Madâme : impossible conversation, Paris, Privé, 2006, 297 p.  (ISBN 2-35076-014-6).

#### Biographies
- Bertrand Meyer-Stabley, Bernadette Chirac, Paris, Perrin, 1999, 215 pages,  (ISBN 2-262-01372-1)
- Caroline Pigozzi, Jacques et Bernadette en privé. Paris : R. Laffont, 2002, 267 p.  (ISBN 2-221-09522-7)
- Liliane Delwasse et Frédéric Delpech, Sylviane et Bernadette sont en campagne. Paris : Ramsay, 2001, 283 p.  (ISBN 2-84114-568-9)
- Candice Nedelec, Bernadette et Jacques, Stock, 2015, 250 p.  (ISBN 2-23407-824-5)
- Anh Đào Traxel, Une fille de cœur : souvenirs, Paris, J'ai lu, 2006, 380 pages (J'ai lu, récit, 8085),  (ISBN 2-290-35561-5)
- Constance Vergara, Valérie, Carla, Cécilia, Bernadette et les autres, en campagne, Tallandier, 2012
- Joëlle Chevé, L'Élysée au féminin, de la IIe à la Ve République : Entre devoir, pouvoir et désespoir, Monaco, Éditions du Rocher, 2017, 525 p. (ISBN 978-2-268-09048-1)
- Erwan L'Éléouet, Bernadette Chirac, les secrets d'une conquête, Fayard, 2019

#### Ouvrages satiriques
- Lefred Thouron. Bernadette, priez pour nous, Paris, Albin Michel, 2004, [58] p. Contient des dessins précédemment publiés dans Le Canard enchaîné,  (ISBN 2-226-15262-8)
- Chichi impératrice / Le Canard enchaîné, Paris, Le Canard enchaîné, 2004, 82 pages (Les dossiers du Canard enchaîné, ISSN 0292-5354 ; 91)

### Filmographie
- La Conquête, film de Xavier Durringer, qui relate la campagne présidentielle du ministre de l'Intérieur Nicolas Sarkozy en 2007, Bernadette Chirac est interprétée par l'actrice Michèle Moretti.
- La Dernière Campagne, téléfilm de 2013 réalisé par Bernard Stora qui relate la campagne présidentielle de 2012, Bernadette Chirac est interprétée par l'actrice Martine Chevallier.
- Madâme, le film, film documentaire de John Paul Lepers, 2005.
- La Rupture (2013), téléfilm de Laurent Heynemann, jouée par Estelle Skornik.
- Bernadette (2023), comédie de Léa Domenach centré sur sa personne durant les mandats présidentiels de Jacques Chirac, dans lequel elle est jouée par Catherine Deneuve.
- La revanche de Bernadette Chirac, film documentaire de Valentin Mollette et Basile Roze, 2023 (voir en ligne).